# JoJo's Bizarre Adventure: Golden Wind
JoJo's Bizarre Adventure: Golden Wind (Japonés: ジョジョの奇妙な冒険 黄金の風, Hepburn: JoJo no Kimyō na Bōken Ōgon no Kaze) es la cuarta temporada del anime JoJo's Bizarre Adventure por David Production, adaptando Golden Wind, la quinta parte de la franquicia de JoJo's Bizarre Adventure por Hirohiko Araki. Ambientada en Italia durante 2001, dos años después de los eventos de Diamond Is Unbreakable, la serie sigue a Giorno Giovanna, el hijo de Dio Brando pero concebido con el cuerpo de Jonathan Joestar, el cual se une a la organización criminal Passione con la esperanza de convertirse en un gánster (o «Gang-Star») y tomar control de la organización para reformarla.
La adaptación del anime de Golden Wind fue anunciada personalmente por el autor del manga Hirohiko Araki durante la exhibición de arte «Ripples of Adventure» el 21 de junio de 2018. Golden Wind fue dirigida por Naokatsu Tsuda, junto con los directores de la serie, Yasuhiro Kimura y Hideya Takahashi y el escritor Yasuko Kobayashi. El diseñador de personajes fue Takahiro Kishida, y el director de animación es Shun'ichi Ishimoto. Yugo Kanno regresa como compositor. La serie cuenta con un total de 39 episodios.
El primer episodio debutó en la Anime Expo el 5 de julio de 2018. La serie se transmitió formalmente desde el 6 de octubre de 2018 hasta el 28 de julio de 2019 en Tokyo MX y otros canales y fue transmitida simultáneamente por Crunchyroll. Al igual que en anteriores temporadas, algunos nombres fueron alterados en el idioma inglés para evitar infracciones a marcas registradas. El primer tema de apertura es el sencillo de 2018, «Fighting Gold» por Coda, y el primer tema de cierre es «Freek'n You» por Jodeci. El segundo tema de apertura es «Uragirimono no Requiem» por Daisuke Hasegawa, y el segundo tema de cierre es «Modern Crusaders» por Enigma.

## Argumento
Ambientada en 2001, dos años después de los eventos de Diamond Is Unbreakable, Koichi Hirose es enviado a Italia por Jotaro Kujo, quien le encarga que busque a Giorno Giovanna, un aspirante a la mafia que es el hijo de DIO. La serie sigue a Giorno, quien se une a la organización criminal Passione con la intención de convertirse en el jefe para mejorar la calidad de vida en Italia. Al avanzar la serie, se revela que el jefe ha encargado al grupo de Bucciarati la protección de su hija, Trish Una, para poder asesinarla personalmente y así proteger su identidad. Después de que Bucciarati sufriera graves lesiones a manos del Stand del jefe, King Crimson, él junto con Giorno y el resto de la pandilla buscan una manera de vencer al jefe. Eventualmente, ellos encuentran a un aliado llamado Jean Pierre Polnareff, quien ayudó a asesinar al padre de Giorno 13 años atrás y otorga al grupo una carta de triunfo, la Stand Arrow.

## Reparto
| Personaje             | Japonés           | Inglés          | Español                      |
| --------------------- | ----------------- | --------------- | ---------------------------- |
| Giorno Giovanna       | Kenshō Ono        | Phillip Reich   | José Luis Piedra             |
| Bruno Bucciarati      | Yūichi Nakamura   | Ray Chase       | Luis Leonardo Suárez         |
| Guido Mista           | Kōsuke Toriumi    | Sean Chiplock   | Eduardo Curiel               |
| Leone Abbacchio       | Jun'ichi Suwabe   | Mick Lauer      | Geezuz González              |
| Narancia Ghirga       | Daiki Yamashita   | Kyle McCarley   | Luis Navarro                 |
| Pannacotta Fugo       | Junya Enoki       | Ezra Weisz      | Arturo Cataño                |
| Trish Una             | Sayaka Senbongi   | Lizzie Freeman  | Wendy Malvárez               |
| Diavolo               | Katsuyuki Konishi | Kellen Goff     | Roberto Mendiola             |
| Diavolo               | Katsuyuki Konishi | Kellen Goff     | Óscar Rangel (eps. 33-38)    |
| Vinegar Doppio        | Sōma Saitō        | Griffin Burns   | Emilio Treviño               |
| Vinegar Doppio        | Sōma Saitō        | Griffin Burns   | Emmanuel Bernal (eps. 32-33) |
| Jean Pierre Polnareff | Fuminori Komatsu  | Doug Erholtz    | Miguel Ángel Leal            |
| Polpo                 | Hideo Ishikawa    | Brook Chalmers  | Jorge Badillo                |
| Mario Zucchero        | Shinya Takahashi  | Aleks Le        | Alberto Bernal               |
| Sale                  | Kaito Ishikawa    | Alejandro Saab  | Víctor Ruiz                  |
| Risotto Nero          | Shinshū Fuji      | Armen Taylor    | Miguel de León               |
| Formaggio             | Jun Fukushima     | Jonah Scott     | Edson Matus                  |
| Illuso                | Ken Narita        | Ben Lepley      | Fabián Rétiz                 |
| Prosciutto            | Tatsuhisa Suzuki  | Bill Millsap    | Óscar López                  |
| Pesci                 | Subaru Kimura     | Joe Hernandez   | Óscar Rangel                 |
| Melone                | Junji Majima      | Brian Hanford   | Dan Frausto                  |
| Ghiaccio              | Nobuhiko Okamoto  | Chris Hackney   | Cuauhtémoc Miranda           |
| Squalo                | Tomoaki Maeno     | Ryan Colt Levy  | Armando Guerrero             |
| Tiziano               | Kenjirō Tsuda     | Jordan Reynolds | Miguel de León               |
| Carne                 | Daisuke Sakaguchi | Jordan Reynolds | Óscar López                  |
| Cioccolata            | Atsushi Miyauchi  | Bill Butts      | Armando Guerrero             |
| Secco                 | Kenn              | Erik Kimerer    | Cuauhtémoc Miranda           |
| Scolippi              | Kenji Nojima      | Daman Mills     | Daniel Lacy                  |
| Koichi Hirose         | Yūki Kaji         | Zach Aguilar    | Diego Becerril               |
| Jotaro Kujo           | Daisuke Ono       | Matthew Mercer  | Irwin Daayán                 |
| Narrador              | Tōru Ōkawa        | David Vincent   | Osvaldo Trejo (eps. 1-4)     |
| Narrador              | Tōru Ōkawa        | David Vincent   | Tommy Rojas                  |

## Episodios
| N.º en serie | N.º en temp. | Título | Dirigido por                                  | Escrito por       | Fecha de emisión original |
| --- | ------------ | --- | --------------------------------------------- | ----------------- | ------------------------- |
| 114 | 1            | «Gold Experience» Transcripción: «Gōrudo Ekusuperiensu» (en japonés: 黄金体験) | Naokatsu Tsuda                                | Yasuko Kobayashi  | 6 de octubre de 2018      |
| En 2001, dos años después de la derrota de Yoshikage Kira, Koichi Hirose llega a Nápoles, Italia, a pedido de Jotaro Kujo para obtener una muestra de piel del joven Haruno Shiobana. Koichi termina siendo estafado por Haruno, quien ahora se hace llamar Giorno Giovanna. Mientras escapa de Koichi, Giorno usa su Stand Gold Experience, lo que le permite transformar objetos inanimados en organismos vivos, para transformar el equipaje de Koichi en una rana. Giorno luego tiene un altercado con un gángster llamado Leaky Eye Luca por operar en su territorio. Luca intenta golpear la cabeza de Giorno con una pala, pero en cambio golpea a la rana, lo que hace que Luca reciba el daño y quede inconsciente. Más tarde, Koichi alcanza a Giorno y trata de contenerlo con su Stand Echoes, solo para que Giorno escape usando Gold Experience para crear un árbol que lo eleva a un lugar seguro. Koichi informa sus hallazgos a Jotaro y se entera de que Giorno es el hijo de Dio Brando. Giorno sube a un teleférico y se encuentra con Bruno Bucciarati, quien sospecha que Giorno dañó a Luca, quien luego fue asesinado por su jefe. Bucciarati saca a relucir el poder de su Stand generador de cremalleras, Sticky Fingers, para extraer la verdad de Giorno. |              | |                                               |                   |                           |
| 115 | 2            | «La Llegada de Bucciarati» Transcripción: «Bucharati ga Kuru» (en japonés: ブチャラティが来る)                                                                                            | Hideya Takahashi                              | Yasuko Kobayashi  | 13 de octubre de 2018     |
| En un flashback, se revela que Giorno, quien una vez fue abusado por su padrastro y acosado por otros niños, comenzó a ser tratado con respeto después de salvar a un gángster herido, dándole una razón para vivir. De vuelta en el presente, frente al Stand de Bucciarati, Sticky Fingers, Giorno usa desesperadamente Gold Experience para defenderse y descubre que su Stand puede hacer que los sentidos de una persona viva se vuelvan locos. Superado, Bucciarati crea una cremallera que distorsiona las dimensiones en un intento de esconderse dentro de otra persona, pero Giorno lo rastrea convirtiendo un diente que había sacado antes de la boca de Bucciarati en una mosca que intenta regresar a su cuerpo. Dada la oportunidad de acabar con Bucciarati, Giorno decide no hacerlo y, en cambio, pide unirse a su organización. Él revela su objetivo de acabar con el jefe de la organización y gobernarla él mismo para que pueda mejorar la vida de los ciudadanos de Nápoles. |              | |                                               |                   |                           |
| 116 | 3            | «Conociendo al Gángster Detrás del Muro» Transcripción: «Hei no Naka no Gyangu ni Ae» (en japonés: 塀の中のギャングに会え)                                                                | Yasuhiro Kimura                               | Shōgo Yasukawa    | 20 de octubre de 2018     |
| Bucciarati accede a introducir a Giorno en la organización Passione, pero tiene que ser evaluado por Polpo, un capo con obesidad mórbida. Giorno lo visita en prisión y se da cuenta de que es un usuario de Stand. Polpo le pide que mantenga encendida la llama de un encendedor de cigarrillos durante 24 horas como prueba de su confianza. Giorno regresa a su dormitorio con el encendedor, pero se ve obligado a evadir a Koichi, que ha venido a buscar su pasaporte. El encendedor es apagado accidentalmente por un conserje que vuelve a encenderlo fácilmente. Sin embargo, esto hace que aparezca el Stand Black Sabbath de Polpo. El Stand agarra el alma del conserje y la atraviesa con una flecha para probar si es "digno". El conserje muere y Black Sabbath dirige su atención a Giorno. |              | |                                               |                   |                           |
| 117 | 4            | «El Camino a la Mafia» Transcripción: «Gyangu Nyūmon» (en japonés: ギャング入門) | Kyōhei Suzuki                                 | Shōgo Yasukawa    | 27 de octubre de 2018     |
| Después de evadir los ataques de Black Sabbath, Giorno deduce que el Stand ataca a aquellos que ven cómo se vuelve a encender el encendedor mientras permanece en las sombras para evitar la luz del sol. Koichi también es un objetivo, ya que también había sido testigo de cómo se encendía el encendedor; él deduce que Black Sabbath es un Stand de tipo remoto mientras reconoce su flecha como del mismo tipo que creó su Stand. Black Sabbath atrapa a Giorno acercándose desde la sombra de un árbol; Koichi trata de contenerlo sujetándolo, empujando a Giorno lo suficiente como para hacer contacto con las raíces del árbol. Giorno usa Gold Experience para marchitar el árbol, exponiendo Black Sabbath a la luz del sol y haciendo que desaparezca. Al día siguiente, Giorno visita a Polpo y es admitido en Passione. Sin embargo, enojado porque Polpo había matado al conserje, Giorno convierte una de las armas de Polpo en un plátano, haciendo que el capo se mate accidentalmente cuando intenta comerlo. Koichi respeta los deseos de Giorno de no informar a Jotaro de lo sucedido, manteniendo en secreto los planes de Giorno. Más tarde, Bucciarati lleva a Giorno a conocer al resto de su equipo. |              | |                                               |                   |                           |
| 118 | 5            | «¡Recuperemos el Tesoro de Polpo!» Transcripción: «Porupo no Isan o Nerae!» (en japonés: ポルポの遺産を狙え！)                                                                            | Takahiro Kamei                                | Yasuko Kobayashi  | 3 de noviembre de 2018    |
| La noticia del aparente suicidio de Polpo llega a muchos miembros de Passione, junto con la sospecha de que Bucciarati conoce la ubicación de la fortuna oculta de Polpo. Mientras tanto, Giorno es presentado al grupo de Bucciarati: Leone Abbacchio, Narancia Ghirga, Guido Mista y Pannacotta Fugo. Tras enterarse de la muerte de Polpo, Bucciarati lleva a su equipo en un yate a la isla de Capri para recuperar la fortuna de Polpo y alcanzar el rango de capo. Narancia, Mista y Fugo desaparecen misteriosamente, lo que lleva a Bucciarati a sospechar que alguien se coló en el yate y lo busca para hacerse con la fortuna. Giorno deduce que los demás todavía están vivos y actúa como cebo para atraer al Stand enemigo, lo que lleva a Abbacchio, quien inicialmente desconfiaba de Giorno, a sacar su propio Stand. |              | |                                               |                   |                           |
| 119 | 6            | «El Contraataque de Moody Blues» Transcripción: «Mūdī Burūsu no Gyakushū» (en japonés: ムーディー・ブルースの逆襲)                                                                        | Yoshiko Mikami                                | Kazuyuki Fudeyasu | 10 de noviembre de 2018   |
| Un flashback detalla el pasado de Abbacchio. Una vez fue un oficial de policía honesto hasta que su carrera terminó cuando aceptó un soborno de un matón, quien luego mató al compañero de Abbacchio. Más tarde se unió a Passione después de que Bucciarati se le acercó. De regreso al presente, Abbacchio usa su Stand Moody Blues para reproducir los últimos cinco minutos de las acciones de Narancia. Abbacchio y Bucciarati deducen que el Stand enemigo, Soft Machine, tiene el poder de desinflar a los oponentes como si fueran globos y llevarlos a espacios pequeños. Abbacchio sospecha que hay un misterio más detrás del poder de Soft Machine y también se deja capturar, dejando a Bucciarati con un rastro de sangre que muestra dónde se esconde el usuario del Stand. Bucciarati inunda el yate y hace que se hunda, lo que obliga a emerger al usuario del Stand, Mario Zucchero. Se revela que Zucchero se escondía dentro de un segundo yate que había desinflado con su poder y colocado sobre el primero. Bucciarati incapacita a Zucchero desabrochando la cabeza de su cuerpo, rescatando a los demás en el proceso. |              | |                                               |                   |                           |
| 120 | 7            | «Aparece Sex Pistols, parte 1» Transcripción: «Sekkusu Pisutoruzu Tōjō Sono 1» (en japonés: セックス・ピストルズ登場 その①)                                                               | Kyōhei Suzuki                                 | Kazuyuki Fudeyasu | 17 de noviembre de 2018   |
| La pandilla de Bucciarati se deleita en torturar a Zucchero para sacarle información, a pesar del poco éxito. Abbacchio luego usa la repetición de Moody Blues para descubrir que el compañero de Zucchero ya está esperando su barco en Capri. Giorno lleva a Mista a la isla para encontrar al compañero de Zucchero antes de que llegue su barco. Con la ayuda de Giorno, Mista usa el poder de su Stand Sex Pistols, que crea seis seres autónomos con forma de bala que pueden redirigir los disparos de Mista en pleno vuelo, para localizar al socio de Zucchero, Sale. Sale escapa en un camión y Mista lo atrapa antes de que se vaya. |              | |                                               |                   |                           |
| 121 | 8            | «Aparece Sex Pistols, parte 2» Transcripción: «Sekkusu Pisutoruzu Tōjō Sono 2» (en japonés: セックス・ピストルズ登場 その②)                                                               | Shinji Nagata                                 | Kazuyuki Fudeyasu | 24 de noviembre de 2018   |
| En un flashback, se muestra a Mista como un joven matón despreocupado que descubre que las balas que le disparan fallan por completo. De vuelta en la isla de Capri, Mista se aferra al camión que sube una montaña y se enfrenta a Sale y su Stand, Kraft Work. El Stand de Sale le permite colocar objetos y personas fijos en su lugar, lo que le permite evitar que una bala disparada por Mista penetre en su cráneo. Mista luego usa su Sex Pistols para derribar a Sale del camión; sin embargo, Sale alcanza a Mista y lo golpea con una de sus propias balas. Sale intenta acabar con Mista con una bala final, pero Mista hace que los Sex Pistols tomen el control y la partan en dos, desviando un fragmento para empujar la bala que Sale había detenido previamente en su cráneo. Luego, Mista hace que el conductor del camión lo devuelva a la Marina, donde ingresa a la caseta de vigilancia con Sale sangrando. Sin saber que Mista ha regresado al puerto, Giorno obliga al mismo camionero a subir la montaña para encontrar a Mista. |              | |                                               |                   |                           |
| 122 | 9            | «La Primera Orden del Jefe» Transcripción: «Bosu kara no Dai-Ichi Shirei» (en japonés: ボスからの第一指令)                                                                                | Tatsuma Minamikawa                            | Shinichi Inotsume | 1 de diciembre de 2018    |
| El grupo de Bucciarati se reúne en Capri y se les acerca Pericolo, uno de los capos de Passione disfrazado de conserje. Bucciarati entrega el tesoro, que estaba escondido dentro de un urinario, y Pericolo nombra a Bucciarati un capo que controla el territorio de Polpo. Su primera tarea es proteger a Trish Una, hija del misterioso jefe de Passione, de La Squadra Esecuzioni, un equipo de asesinos dentro de la organización que se han vuelto traidores y busca conocer la identidad del jefe para poder deponerlo. De vuelta en Nápoles, Formaggio, uno de los traidores, logra localizar a Narancia mientras compra suministros. Se enfrenta a Narancia y concluye que el grupo de Bucciarati debe estar protegiendo a Trish. Narancia intenta deshacerse de Formaggio con su Stand en forma de avión en miniatura Aerosmith, pero Formaggio usa su propio Stand, Little Feet, para encogerse y esconderse en el bolsillo de Narancia. |              | |                                               |                   |                           |
| 123 | 10           | «El Equipo de Asesinos» Transcripción: «Hittoman Chīmu» (en japonés: 暗殺者チーム) | Jirō Fujimoto                                 | Shinichi Inotsume | 8 de diciembre de 2018    |
| Narancia descubre que se está encogiendo lentamente debido a una herida que Little Feet le había infligido. Cuando Formaggio le impide usar un teléfono público para llamar al equipo de Bucciarati, Narancia se da cuenta de que Formaggio está cerca. Narancia usa a Aerosmith para rastrear implacablemente a Formaggio y lo obliga a bajar a la alcantarilla. En un flashback de dos años antes, La Squadra Esecuzioni se dio cuenta de que dos de sus miembros, Sorbet y Gelato, habían desaparecido después de intentar descubrir la identidad del jefe. Formaggio encontró a Gelato muerto con una nota que decía "Castigo", y más tarde el equipo recibió por correo anónimo marcos que contenían los restos desmembrados de Sorbet. En consecuencia, el grupo abandonó sus planes de avance hasta que se enteraron de Trish. De vuelta al presente, Formaggio deduce que Aerosmith detecta sus objetivos por su emisión de CO2. Formaggio intenta escapar entre un grupo de ratas, solo para convertirse en el objetivo de Aerosmith una vez más debido a la respiración agitada de la rata que monta. Sobrevive a un ataque volviendo a su tamaño original, ya que Aerosmith también se ha encogido junto con Narancia y sus balas más pequeñas tienen poco efecto. |              | |                                               |                   |                           |
| 124 | 11           | «Aerosmith de Narancia» Transcripción: «Narancha no Earosumisu» (en japonés: ナランチャのエアロスミス)                                                                                    | Shinji Nagata                                 | Shinichi Inotsume | 15 de diciembre de 2018   |
| Un flashback muestra que después de que la madre de Narancia muriera a causa de una infección en el ojo, él se escapó de casa debido a la negligencia de su padre. Al caer en una mala multitud, fue arrestado después de que su amigo lo incriminara, luego fue abandonado por sus amigos después de ser liberado. Estuvo a punto de morir de la misma infección ocular que mató a su madre, pero fue rescatado por Fugo y Bucciarati. Formaggio atrapa al Narancia en miniatura en una botella con una araña para interrogarlo sobre el paradero de Trish. Sin embargo, Aerosmith anteriormente había acribillado a balazos un automóvil, y el automóvil repentinamente explota, quemando a Formaggio y devolviendo a Narancia a su tamaño normal. Formaggio se encoge, usando su propia sangre para extinguir las llamas que lo envuelven, e intenta escapar bajo el humo que afecta el radar de Aerosmith. Sin embargo, Narancia provoca más explosiones, rodeando a Formaggio con más fuego y obligándolo a revelarse. Los dos tienen un enfrentamiento final, lo que resulta en que Narancia mate a Formaggio. De vuelta en el viñedo, Bucciarati recibe instrucciones del jefe para viajar a Pompeya y recupera una llave cerca de un mosaico de perros para un vehículo que puede escoltar a Trish a un lugar seguro. |              | |                                               |                   |                           |
| 125 | 12           | «La Segunda Orden del Jefe» Transcripción: «Bosu kara no Dai-Ni Shirei» (en japonés: ボスからの第二指令)                                                                                  | Takahiro Kamei                                | Shōgo Yasukawa    | 22 de diciembre de 2018   |
| Giorno, Fugo y Abbacchio llegan a Pompeya en busca de la llave. Se encuentran con un espejo extraño y Fugo es repentinamente arrastrado a un mundo de espejos por el miembro de La Squadra Esecuzioni Illuso y su Stand, Man in the Mirror. Fugo invoca a su Stand, Purple Haze, pero aparece en el mundo real con Giorno y Abbacchio en lugar del mundo espejo donde está atrapado. Un flashback explica cómo la ira reprimida de Fugo condujo a un incidente violento que lo llevó a ser repudiado por su familia y finalmente a unirse al grupo de Bucciarati. Cuando Purple Haze comienza a emitir un virus mortal de sus puños, Fugo hace que rompa el espejo como mensaje para Giorno; Giorno sigue decidido a salvar a Fugo, a pesar de la orden de Abbacchio de encontrar la llave y huir. |              | |                                               |                   |                           |
| 126 | 13           | «Man in the Mirror y Purple Haze» Transcripción: «Man in za Mirā to Pāpuru Heizu» (en japonés: マン・イン・ザ・ミラーとパープル・ヘイズ)                                                  | Yasuo Ejima                                   | Shōgo Yasukawa    | 29 de diciembre de 2018   |
| Abbacchio intenta recuperar la llave, pero Illuso usa una pieza cercana de un espejo para atraerlo al mundo de los espejos. Abbacchio engaña a Illuso para que lleve a Moody Blues al espejo, pero Illuso contraataca, dejando a la mitad de Abbacchio y Moody Blues en cada mundo, dejándolos impotentes. Desesperado, Abbacchio se corta la mano, lo que permite que la mano de Moody Blues agarre y entregue la llave a Giorno. Sin embargo, en lugar de huir con la llave, Giorno se deja arrastrar al mundo de los espejos por Illuso. Giorno revela que se había infectado con el virus de Purple Haze y ahora se lo ha pasado a Illuso. Para salvarse a sí mismo, Illuso escapa de regreso al mundo real, dejando su brazo infectado en el mundo de los espejos. Sin embargo, Giorno había usado anteriormente Gold Experience para convertir un ladrillo en una serpiente que rastrea la posición de Illuso. permitiendo que Fugo lo siga y lo mate con Purple Haze. Cuando Illuso muere, Fugo, Abbacchio y Giorno regresan al mundo real, donde Giorno usa los anticuerpos de la serpiente para curar su propia infección antes de encargar a Fugo que trate las heridas de Abbacchio. |              | |                                               |                   |                           |
| 126.5 | 13.5         | «Inizio del vento aureo» | —                                             | —                 | 5 de enero de 2019        |
| Una secuencia de recapitulación de los eventos en los episodios 1 a 13. |              | |                                               |                   |                           |
| 127 | 14           | «El Tren Expreso a Florencia» Transcripción: «Firentse Iki Chōtokkyū» (en japonés: フィレンツェ行き超特急)                                                                                | Kyōhei Suzuki                                 | Kazuyuki Fudeyasu | 12 de enero de 2019       |
| La pandilla de Bucciarati sigue las instrucciones de la llave para conducir hasta la estación de tren de Nápoles para encontrar el vehículo que desbloquea y usar el vehículo para llevar a Trish a Venecia. Mientras tanto, dos miembros de La Squadra Esecuzioni, Prosciutto y Pesci, llegan a la estación para tender una emboscada al escuadrón de Bucciarati. Incapaz de desbloquear los ojos de cerradura que encuentra en la ubicación especificada escrita en la llave, Bucciarati se da cuenta de una tortuga terrestre llamada Coco Jumbo con una hendidura en forma de llave en su caparazón. Bucciarati y su tripulación abordan el tren con la tortuga e insertan la llave en el caparazón de Coco Jumbo. Esto activa su habilidad Stand, Mr.President, que los lleva a una habitación amueblada dentro de su cuerpo. Cuando Prosciutto y Pesci abordan el tren, no pueden localizar a los demás porque Coco Jumbo se esconde debajo de una silla, manteniendo a salvo a la tripulación de Bucciarati. Para encontrarlos, Prosciutto activa su Stand, The Grateful Dead, que esparce un gas por todo el tren que hace que todos envejezcan rápidamente. Aunque la tortuga apenas se ve afectada por el gas, Narancia, Fugo y Giorno envejecen rápidamente. Giorno señala que Bucciarati, Mista y Trish están envejeciendo más lentamente que los demás. Al ver que todos tienen bebidas frías, deduce que el gas de envejecimiento es menos efectivo en aquellos con temperaturas corporales más frías. Mista sale de la tortuga para encontrar al usuario de Stand, pero cuando trata de encender el aire acondicionado para enfriar la habitación, es inmediatamente enganchado por el Stand en forma de caña de pescar de Pesci, Beach Boy, que estaba usando el botón de la máquina como cebo. |              | |                                               |                   |                           |
| 128 | 15           | «The Grateful Dead, parte 1» Transcripción: «Za Gureitofuru Deddo Sono 1» (en japonés: 偉大なる死 その①)                                                                                  | Tatsuma Minamikawa                            | Kazuyuki Fudeyasu | 19 de enero de 2019       |
| El gancho de Beach Boy se abre camino a través del cuerpo de Mista hacia su cerebro. Mista hace que los Sex Pistols encuentren a Pesci y rompan el hielo que está usando para mantenerse fresco y evitar el efecto de The Grateful Dead. Presa del pánico, Pesci suelta a Mista y expone su ubicación, pero un Prosciutto disfrazado, habiéndose envejecido con su Stand, lanza un ataque sorpresa contra Mista. Prosciutto envejece instantáneamente a Mista antes de dispararle tres balas en la cabeza, dejándolo por muerto. Prosciutto y Pesci luego se dirigen a la cabina del conductor donde encuentran a Coco Jumbo. Sin embargo, Mista todavía está vivo gracias a que sus Sex Pistols evitan que las balas penetren en su cráneo, y envía a No.6 para entregarle un cubo de hielo a Bucciarati. Esto le permite a Bucciarati lanzar un contraataque contra Prosciutto; sin embargo, Los movimientos de Bucciarati lo calientan y aumentan el efecto de envejecimiento. Prosciutto lo agarra, pero Bucciarati rápidamente abre la cabina y arrastra a Prosciutto junto con él fuera del tren en movimiento para proteger a su tripulación. |              | |                                               |                   |                           |
| 129 | 16           | «The Grateful Dead, parte 2» Transcripción: «Za Gureitofuru Deddo Sono 2» (en japonés: 偉大なる死 その②)                                                                                  | Ken Takahashi                                 | Yasuko Kobayashi  | 26 de enero de 2019       |
| Pesci atrapa a Prosciutto con el sedal de Beach Boy, pero Bucciarati aprovecha la oportunidad para agarrarse al sedal él mismo y sacar a Prosciutto del tren. Sin embargo, Prosciutto sobrevive y queda atrapado debajo del vagón del tren, lo que hace que The Grateful Dead siga vigente. Mientras Bucciarati regresa a bordo del tren, Pesci se vigoriza por el sacrificio de Prosciutto y se despoja de su cobardía. Pesci hace que Beach Boy viaje a través del cuerpo de Bucciarati en un intento de perforar su corazón. Para salvarse, Bucciarati se queda quieto y usa Sticky Fingers para dividirse en pedazos, partiendo su corazón por la mitad para que Pesci no pueda encontrarlo. Renunciando a su búsqueda, Pesci detiene el tren, dándole tiempo a Bucciarati para reconstruirse. Bucciarati emerge del tren y se enfrenta a Pesci; mientras que Pesci casi logra perforar el corazón de Bucciarati, Sticky Fingers agarra el sedal de Beach Boy y la usa para torcer el cuello de Pesci. En sus últimos momentos, Pesci intenta aplastar a Coco Jumbo con la tripulación aún adentro, pero Bucciarati lo detiene desabrochando su propio brazo para que pueda golpear a Pesci, luego lo remata rompiéndolo en pedazos. Prosciutto también sucumbe a sus heridas y muere, lo que hace que todos vuelvan a la normalidad. Después de la pelea, Bucciarati descubre que Trish tiene poderes de Stand que ella desconoce. El equipo pronto es seguido por su próximo oponente: Melone. |              | |                                               |                   |                           |
| 130 | 17           | «Baby Face» Transcripción: «Beibyi Feisu» (en japonés: ベイビィ・フェイス) | Naokatsu Tsuda Masakazu Takahashi             | Yasuko Kobayashi  | 2 de febrero de 2019      |
| Melone encuentra una muestra de sangre de Bucciarati en el tren. Usando su Stand Baby Face y la información genética de una mujer en el tren, genera un Stand bebé a control remoto. El equipo de Bucciarati se detiene al borde de la carretera y se prepara para robar un automóvil mientras Baby Face Junior los rastrea en la motocicleta de Melone usando el ADN de Bucciarati. Usando su habilidad para cortar y reconstruir humanos, Baby Face captura a Bucciarati y Trish dentro de Coco Jumbo. Para evitar que Giorno se lo cuente a los demás, comienza a quitar partes del cuerpo de Giorno. Luego, Giorno usa Gold Experience para reemplazar las partes faltantes de su cuerpo y convierte la mano de Gold Experience en una piraña que ataca a Baby Face desde adentro. |              | |                                               |                   |                           |
| 131 | 18           | «¡A Venecia!» Transcripción: «Venetsia ni Mukae!» (en japonés: ヴェネツィアに向かえ！) | Yoshihiro Miyajima                            | Shinichi Inotsume | 9 de febrero de 2019      |
| Giorno engaña a Baby Face Junior para que se fusione con la motocicleta de Melone, luego usa la bujía para encender la gasolina y provocar una explosión, destruyéndolo y devolviendo a Bucciarati y Trish a la normalidad. Luego, Giorno usa los componentes de Baby Face para crear una serpiente venenosa que rastrea y mata a Melone. Luego, la pandilla de Bucciarati encuentra instrucciones para usar Moody Blues para recibir las órdenes finales del jefe. Moody Blues se transforma en Pericolo quien, al no haber hablado con nadie, había planeado este método para asegurarse de que las órdenes no pudieran ser interceptadas. Pericolo les dice que recuperaran un disco de datos en la estación de Venecia que contiene más instrucciones, luego se suicida para mantener la información en secreto. Giorno y Mista conducen hacia Venecia mientras los demás permanecen dentro de Coco Jumbo; sin embargo, Ghiaccio, otro miembro de La Squadra Esecuzioni, alcanza su auto y los ataca usando la habilidad de congelación de su Stand White Album. Ellos se las arreglan para removerlo combinando las habilidades de sus Stands, pero Ghiaccio los alcanza nuevamente y usa su Stand como armadura y patines de hielo. En un movimiento desesperado por derrotar a Ghiaccio, Giorno conduce su auto hacia un canal. |              | |                                               |                   |                           |
| 132 | 19           | «White Album» Transcripción: «Howaito Arubamu» (en japonés: ホワイト・アルバム) | Shinji Nagata                                 | Shinichi Inotsume | 16 de febrero de 2019     |
| El hielo de White Album rodea el automóvil en el canal, pero Giorno logra transformar algunas partes del automóvil en hierba para que Mista las use como una tabla de snowboard improvisada. Ghiaccio intenta detenerlo descongelando temporalmente el canal, pero Giorno vuelve a convertir la hierba en piezas de automóvil para que Mista pueda disparar un proyectil de metal en la frente de Ghiaccio. Sin embargo, la armadura de Ghiaccio es a prueba de balas, a excepción de un pequeño orificio para respirar en la parte posterior de su cuello. Mista intenta disparar al agujero, pero Ghiaccio usa una habilidad que él llama White Album Gently Weeps para congelar partes del aire, lo que hace que la bala rebote hasta que finalmente golpee el pecho de Mista. Ghiaccio encuentra una estatua que contiene el disco de datos y la rompe. Giorno inspira a Mista a dejarse disparar por sus propias balas que rebotan; esto le permite usar su sangre para bloquear la visión de Ghiaccio y obligarlo a subirse a un poste de luz roto, atravesándolo por el cuello. Ghiaccio intenta protegerse congelando su sangre mientras también refleja una bala hacia la cabeza de Mista, pero Giorno interviene, inmediatamente cura la herida de Mista y empuja a Ghiaccio más hacia el metal con repetidas patadas, matándolo. Giorno luego cura las heridas de Mista. |              | |                                               |                   |                           |
| 133 | 20           | «Las Últimas Órdenes del Jefe» Transcripción: «Bosu kara no Saishū Shirei» (en japonés: ボスからの最終指令)                                                                               | Takahiro Kamei                                | Naokatsu Tsuda    | 23 de febrero de 2019     |
| El equipo de Bucciarati llega a Venecia y lee la misión final del jefe en el disco de datos. Las instrucciones son para que una sola persona lleve a Trish a la cima del campanario de la iglesia en la isla de San Giorgio Maggiore. Bucciarati lleva a Trish a tierra, pero también usa uno de los broches de mariquita de Giorno como dispositivo de rastreo mientras los demás esperan en su lancha rápida. Bucciarati y Trish suben en el ascensor de la torre, pero cuando llegan a la cima, Bucciarati descubre que Trish ha desaparecido y que solo sostiene su mano cortada. Bucciarati tiene un recuerdo de su juventud cuando se unió a Passione y se da cuenta de que el jefe tiene la intención de matar a su hija para proteger su propia identidad. Bucciarati sigue al jefe y logra colocarle el rastreador de mariquitas de Giorno antes de que desaparezca. Bucciarati ataca al jefe y vuelve a conectar la mano de Trish, pero el jefe usa su Stand King Crimson para borrar el tiempo y esquivar sin esfuerzo los ataques de Bucciarati. Habiendo aparecido detrás de Bucciarati, King Crimson empuja su puño a través del pecho de Bucciarati en un intento de matarlo. |              | |                                               |                   |                           |
| 134 | 21           | «El Misterio de King Crimson» Transcripción: «Kingu Kurimuzon no Nazo» (en japonés: キング・クリムゾンの謎)                                                                               | Naokatsu Tsuda Masakazu Takahashi             | Naokatsu Tsuda    | 2 de marzo de 2019        |
| De vuelta en el barco, la tripulación de Bucciarati espera a su líder mientras Giorno rastrea al jefe siguiendo a la mariquita. Sin embargo, Giorno se da cuenta de que el grupo está experimentando el tiempo borrado y ninguno de ellos recuerda lo que sucedió en el medio. Mientras tanto, dentro de la iglesia, Bucciarati yace sangrando por el ataque de King Crimson. Justo cuando el jefe está a punto de matar a Trish, de repente se encuentra encerrado dentro de una tortuga hecha por el Gold Experience de Giorno que replica la habilidad Stand de Coco Jumbo. Bucciarati deja caer la tortuga a través del suelo en un arroyo subterráneo. Sin embargo, King Crimson reaparece rápidamente y se prepara para atacar de nuevo, pero Bucciarati usa la energía que le queda para agarrar a Trish y usar Sticky Fingers para levantarlos a ambos al piso de arriba. Giorno los encuentra y cura a Bucciarati; mientras que el cuerpo de Bucciarati parece estar muerto durante unos segundos, finalmente comienza a moverse nuevamente. Giorno advierte a los demás, que llegan antes de que King Crimson pueda alcanzar a Giorno y Bucciarati. El jefe determina que no puede luchar contra todos ellos sin revelar su identidad y decide retirarse, permitiéndoles escapar con Trish. En el muelle, Bucciarati se perfora la mano con una punta de metal pero no reacciona con dolor, lo que confunde a Giorno. Bucciarati explica su decisión de proteger a Trish y le da a su equipo la opción de seguirlo a él o a la organización. Uno a uno se le unen, a excepción de Fugo. Más tarde, una persona misteriosa ordena por teléfono a Squalo, un miembro de L'Unità speciale; un escuadrón de guardias de élite del jefe, para que Bruno Bucciarati y Giorno Giovanna sean capturados vivos o muertos. |              | |                                               |                   |                           |
| 134.5 | 21.5         | «determinazione» | —                                             | —                 | 9 de marzo de 2019        |
| Una secuencia de recapitulación de los eventos y flashbacks en los episodios 1 a 21. |              | |                                               |                   |                           |
| 135 | 22           | «La "G" de Guts» Transcripción: «Gattsu no "Jī"» (en japonés: ガッツの「G」) | Hikaru Murata                                 | Shōgo Yasukawa    | 16 de marzo de 2019       |
| Mientras el equipo restante de Bucciarati se detiene para almorzar, Narancia accidentalmente salpica vino tinto en el traje blanco de un hombre. Cuando el hombre exige una compensación, los miembros paranoicos de la tripulación piensan que es un enemigo y lo golpean salvajemente. Mientras tanto, Trish revela que los orígenes de su padre están en Cerdeña y deciden viajar allí después de dejar Venecia. Mientras come, Narancia encuentra el Stand con apariencia de tiburón metálico Clash en su sopa; de repente lo ataca, mordiéndole la lengua y dejándolo sin palabras. Ve que Clash puede teletransportarse entre cuerpos de líquido cercanos, pero no puede advertir a los demás. Después de que Giorno reemplazará la lengua de Narancia, Narancia comienza a darles información falsa, obligado a hacerlo por el Stand Talking Head que se ha adherido a la base de su nueva lengua. El grupo es observado desde lejos por Squalo y Tiziano, los respectivos usuarios de Clash y Talking Head y miembros del escuadrón de guardias de élite del jefe. Mientras los demás intentan averiguar qué está pasando con Narancia, él los dirige a un baño donde intenta eliminar todo rastro de líquido, incluso su sangre, para evitar que Clash reaparezca. Justo cuando los demás abandonan la habitación, una tubería con fugas permite a Clash emerger de un charco en el suelo y atacar a Giorno, mordiéndolo en el cuello. |              | |                                               |                   |                           |
| 136 | 23           | «Clash y Talking Head» Transcripción: «Kurasshu to Tōkingu Heddo» (en japonés: クラッシュとトーキング・ヘッド)                                                                            | Hitomi Ezoe                                   | Shōgo Yasukawa    | 23 de marzo de 2019       |
| Squalo usa Clash para teletransportar a Giorno a varias fuentes de agua, lo que dificulta que Narancia pueda seguir el ritmo. Giorno permite que Narancia le dispare con Aerosmith para que los residuos del arma puedan facilitar el seguimiento de Clash, lo que le permite a Narancia herir a Squalo. Squalo y Tiziano toman la delantera usando a Narancia para llevar al resto del equipo de Bucciarati a una cocina con una fuga de gas y obligando a Narancia a decirle a Mista que dispare con Sex Pistols, provocando una explosión. Antes de que Clash lo arrastre nuevamente, Giorno le indica a Narancia que encuentre a los usuarios de Stand. Con el resto de la tripulación incapacitado, Narancia corre por las calles para localizar a Squalo y Tiziano por sí mismo. Se corta la lengua que contiene Talking Head y la reemplaza con uno de los broches de mariquita de Giorno, lo que provoca que Tiziano entre en pánico y cambie drásticamente sus patrones de respiración. Esto le permite a Narancia localizar a Tiziano y abrir fuego contra él con Aerosmith. Tiziano se sacrifica para darle a Squalo la oportunidad de atacar proporcionando un cuerpo de líquido cercano para que Clash se teletransporte: su sangre. Squalo hace que Clash muerda la garganta de Narancia, pero Narancia resiste el ataque de Clash y también mata a Squalo. Con los dos ejecutores derrotados, la tripulación de Bucciarati sale de los canales de Venecia hacia el aeropuerto para tomar un avión a Cerdeña. |              | |                                               |                   |                           |
| 137 | 24           | «Notorious B.I.G» Transcripción: «Notōriasu Biggu» (en japonés: ノトーリアス・B・I・G) | Kyōhei Suzuki                                 | Kazuyuki Fudeyasu | 30 de marzo de 2019       |
| El grupo logra asegurar un avión después de escapar de Venecia, con Abbacchio usando Moody Blues para volar el avión reproduciendo a su piloto. Mientras se preparan para irse, un usuario de Stand hostil llamado Carne se les acerca en la pista de aterrizaje, pero Mista le dispara y lo mata. Durante el vuelo, Giorno descubre que el Stand de Carne, Notorious B.I.G, una masa amorfa carnívora, se activó después de su muerte y se adhirió a su brazo derecho. Mista dispara el brazo de Giorno, pero Notorious B.I.G, que rastrea a sus enemigos por su movimiento y luego absorbe su energía, ataca a los Sex Pistols, hiriendo gravemente a Mista. Narancia ataca con Aerosmith, pero él también es atacado y herido por Notorious B.I.G. Al considerar que Notorious B.I.G es indestructible, Giorno lo obliga a engancharse en el brazo izquierdo que le queda y luego logra deshacerse de él cortándose el brazo y enviándolo fuera del avión. Dado que los poderes de Gold Experience provienen de sus puños, Giorno no puede luchar ni curar las heridas de sí mismo, Mista o Narancia. Bucciarati transmite el ataque a Abbacchio y lleva a los heridos dentro de la tortuga. Sola, Trish es abordado por Notorious B.I.G, que estaba persiguiendo al objeto cercano que se movía más rápido, que era el propio avión. El Stand no la persigue cuando permanece quieta, sino que se acerca a uno de los broches palpitantes de Giorno, que está en proceso de transformarse en una de las manos de Giorno. Trish se da cuenta de que Giorno había creado un broche que replicaba una de sus manos antes de cortarse el brazo, que cuando se adjunte podría permitir que él, Mista y Narancia se recuperen. |              | |                                               |                   |                           |
| 138 | 25           | «Spice Girl» Transcripción: «Supaisu Gāru» (en japonés: スパイス・ガール) | Masakazu Takahashi                            | Kazuyuki Fudeyasu | 6 de abril de 2019        |
| Trish intenta adquirir el broche de Giorno sin atraer a Notorious B.I.G, pero este la ataca. Trish despierta sin querer a su Stand Spice Girl, quien explica que tiene la capacidad de hacer que cualquier superficie sea más suave y gomosa. Spice Girl engaña a Notorious B.I.G para que ataque repetidamente un reloj que se vuelve elástico, haciéndolo indestructible. Mientras está distraído, Spice Girl perfora lenta pero firmemente el Stand con una tubería, lo que hace que se evapore. Finalmente a salvo, Trish regresa a la cabina e informa a Bucciarati del ataque de Notorious B.I.G, pero una parte logró viajar a través de la pared y atacar el motor en la parte trasera del avión, lo que provocó que se volviera masivo y llenara la mitad del interior del avión. Trish usa a Spice Girl para convertir la cabina del avión en un paracaídas improvisado mientras Notorious B.I.G y el resto del avión se estrellan en el mar Tirreno. Notorious B.I.G permanece atrapado en el océano debido a las olas en constante movimiento. Gracias a la mano de Giorno en su broche, él puede curarse a sí mismo y a los demás, y llegan a Cerdeña sin ser detectados. Sin embargo, el jefe siente que sobrevivieron y que Trish ha despertado su Stand. Temiendo que ella pueda recordar su juventud en Costa Smeralda, decide viajar solo a Cerdeña para evitar que nadie descubra su identidad. |              | |                                               |                   |                           |
| 139 | 26           | «Una Pequeña Historia del Pasado ~ Mi Nombre es Doppio» Transcripción: «Hon'nosukoshi mukashi no monogatari ~ Boku no Na wa Doppio» (en japonés: ほんの少し昔の物語 ~ ぼくの名はドッピオ) | Takahiro Kamei Hikaru Murata Hiroyoshi Aoyagi | Shinichi Inotsume | 13 de abril de 2019       |
| En el verano de 1965, una mujer de Cerdeña en una prisión italiana dio a luz a un bebé varón de pelo rosado, momento en el que una mujer notó que el ojo del niño cambiaba momentáneamente de color. Luego, la iglesia acogió al bebé y se convirtió en un adolescente bajo el cuidado de un sacerdote amigable. El chico se hizo conocido como alguien bastante cobarde y lento, pero de corazón abierto. Sin embargo, una noche el sacerdote encontró a la madre del niño debajo del concreto en la iglesia, enterrada pero aún viva, y consideró que había estado allí durante años. El niño atrapó al sacerdote en el acto; esa noche se quemó todo el pueblo, y la lista de muertos incluía al cura y al niño. En el presente de Cerdeña, el niño, todavía un adolescente años después, se encuentra con un misterioso adivino. El hombre se ofrece a adivinar la fortuna del adolescente; determina que el niño está buscando a su hija de quince años, pero está confundido debido a la edad aparente del niño. El adivino luego ruega ver la palma del niño para leer más profundamente su fortuna, incluso proponiendo pagar. El adolescente de repente se fractura y se transforma físicamente en un adulto, agarrando al adivino por el cuello. El adivino se da cuenta de que su atacante tiene dos personalidades, clara y oscura, y la personalidad mayor es en realidad el jefe de Passione. A partir de una fotografía, el adivino predice que el jefe pronto conocerá al traidor Risotto Nero, el líder de La Squadra Esecuzioni. Luego aparece King Crimson y ejecuta rápidamente al adivino. El jefe se revierte al adolescente, llamado Doppio, que viaja a Costa Smeralda en taxi. Cuando el jefe necesita hablar y controlar a Doppio, Doppio alucina que suena un teléfono y habla a través de varios objetos, creyendo que son teléfonos celulares. Doppio es descubierto por Risotto, quien se da cuenta de que Doppio es un usuario de Stand cuando reacciona al sonido de Aerosmith explorando el área, lo que significa la llegada del equipo de Bucciarati. Risotto usa su Stand Metallica para crear cuchillas de afeitar y agujas de acero que perforan a Doppio de adentro hacia afuera. Mientras Risotto prepara otro ataque, el jefe "llama" a Doppio y le dice que se acerque a dos metros de Risotto, lo que le permitirá al jefe tomar rápidamente el control de su cuerpo compartido y matar a Risotto con King Crimson antes de que Risotto pueda descubrir su verdadera identidad. Para ayudar con esto, el jefe le presta a Doppio una parte de su Stand, al que llama Epitaph. |              | |                                               |                   |                           |
| 140 | 27           | «King Crimson vs. Metallica» Transcripción: «Kingu Kurimuzon Bāsasu Metarika» (en japonés: キング・クリムゾンv.s.メタリカ)                                                                | Shinji Nagata                                 | Akira Horiuchi    | 20 de abril de 2019       |
| A través del teléfono imaginario de Doppio, el jefe le indica a Doppio que use Epitaph para predecir los movimientos de Risotto mirando 10 segundos hacia el futuro. Con el poder de Epitaph, Doppio ve una visión de un par de tijeras atravesando su garganta. Incapaz de evitar que esto suceda, Doppio rápidamente agarra su garganta y quita las tijeras. Deduce la capacidad de Risotto para transformar el hierro de su cuerpo en objetos metálicos, así como la capacidad de Risotto para ocultar su propia visibilidad con hierro. A continuación, Doppio ve una visión de un pie cortado y, al sentir la dirección de Risotto, lanza las tijeras y corta el pie de Risotto. Risotto, ahora consciente de las habilidades precognitivas de Doppio, vuelve a unir su pie cortado con grapas de metal mientras observa las dos personalidades diferentes de Doppio. Risotto presiona su ataque, transformando más hierro del cuerpo de Doppio en objetos; la pérdida de hierro de su cuerpo no solo debilita a Doppio, sino que también reduce la capacidad de su cuerpo para absorber oxígeno, dejándolo sin aliento. Risotto se prepara para acabar con Doppio, y poco a poco se da cuenta de la identidad de la segunda personalidad de Doppio. Sin embargo, los escalpelos que Doppio había intentado arrojar antes a Risotto terminaron volando en dirección al grupo de Bucciarati, atrayendo su atención. Risotto recibe un disparo repentino por detrás de Aerosmith, que solo puede detectar la respiración de Risotto. El jefe toma el control del cuerpo de Doppio y le explica su plan a Risotto. Herido de muerte, Risotto se da cuenta de que la otra personalidad de Doppio es el jefe. |              | |                                               |                   |                           |
| 141 | 28           | «Bajo un Cielo Que Pareciera Estar a Punto de Caer» Transcripción: «Ima ni mo Ochite Kisō na Sora no Shita de» (en japonés: 今にも落ちて来そうな空の下で)                                 | Hideya Takahashi                              | Yasuko Kobayashi  | 27 de abril de 2019       |
| Risotto usa sus últimas fuerzas para agarrar al jefe e intentar engañar a Aerosmith para que les dispare a ambos, pero King Crimson borra el tiempo en el que se dispararon las balas para evitarlos, matando a Risotto. El jefe se come una rana cercana para recuperar algo de hierro mientras Bucciarati y Narancia se dirigen al lugar de la batalla. Abbacchio usa Moody Blues para buscar en el pasado en la playa de Costa Smeralda, tratando de recrear la cara del jefe. Bucciarati y Narancia ven el cadáver de Risotto, luego inesperadamente encuentran a un niño atado detrás de una roca con los labios cosidos y sin sangre. De vuelta en la playa, Abbacchio se distrae con un grupo de jóvenes futbolistas que intentan recuperar su balón de un árbol. Cuando va a ayudarlos, es herido de muerte por el jefe, que se hizo pasar por uno de los jóvenes. En el más allá, Abbacchio se reúne con su compañero policía fallecido, quien lo felicita por su diligencia para ayudar a sus amigos. Cuando el grupo de Bucciarati se encuentra con el cadáver de Abbacchio, Giorno descubre que justo antes de que Moody Blues desapareciera para siempre, Abbacchio lo usó para recrear con éxito una máscara mortuoria del rostro del jefe en un pilar de piedra cercano. |              | |                                               |                   |                           |
| 141.5 | 28.5         | «destino» | —                                             | —                 | 4 de mayo de 2019         |
| Una secuencia de recapitulación de los eventos en los episodios 1 a 28. |              | |                                               |                   |                           |
| 142 | 29           | «¡Destino: Roma! El Coliseo» Transcripción: «Mokutekichi wa Rōma! Korosseo» (en japonés: 目的地はローマ！コロッセオ)                                                                      | Yūsuke Kubo                                   | Shōgo Yasukawa    | 11 de mayo de 2019        |
| Bucciarati y Giorno buscan en las bases de datos de la policía y de la Interpol un rostro que coincida con el que creó Abbacchio, sin éxito. Sin embargo, una voz dentro de su computadora portátil les informa que el nombre del jefe es Diavolo y que King Crimson es imbatible, excepto posiblemente mediante el uso de una flecha Stand que pueden obtener del dueño de la voz en Roma. La voz les cuenta la historia de las flechas de Stand: fueron creadas a partir de un meteorito que se estrelló en Groenlandia y albergan un virus que mata a la mayoría pero les da a las personas habilidades sobrehumanas si sobreviven a sus efectos. Convencido de que la oferta es genuina, Bucciarati acepta encontrarse con la persona detrás de la voz en el Coliseo. Mientras tanto, Diavolo le ordena a Doppio a regañadientes que envíe a Cioccolata y Secco, los sádicos miembros restantes de L'Unità speciale, tras el equipo de Bucciarati. Tan pronto como el equipo llega al continente italiano, son emboscados por Cioccolata y Secco. Cioccolata usa su Stand, Green Day, para esparcir un moho mortal por el área. Giorno se da cuenta de que se activa e infecta a las personas cuando descienden a una altitud más baja, por lo que Mista explota los tanques de combustible del bote y arroja al equipo hacia la orilla. |              | |                                               |                   |                           |
| 143 | 30           | «Green Day y Oasis, parte 1» Transcripción: «Gurīn Dei to Oashisu Sono 1» (en japonés: グリーン・ディとオアシス その①)                                                                    | Yōji Satō                                     | Shōgo Yasukawa    | 18 de mayo de 2019        |
| Bucciarati envía a Narancia, afectada por el moho, de regreso a la tortuga para que Giorno lo cure mientras él y Mista comienzan a subir al pueblo para escapar del moho mortal de Cioccolata. Mientras ascienden fuera del alcance de Green Day, Secco les tiende una emboscada con su Stand Oasis, lo que le permite nadar y ablandar tierra firme. El ataque de Secco amenaza con derribar al grupo y desencadenar Green Day, por lo que Bucciarati salta de una cornisa y embosca a Secco, quien se sorprende de que Bucciarati no se vea afectado por el moho, ya que debería atacar a todos los seres vivos. El equipo de Bucciarati logra escapar en un auto y conducir hacia Roma, pero en el camino Giorno nota que Bucciarati tiene un agujero en la muñeca, su piel está fría y que no tiene pulso. Bucciarati revela que aunque Giorno lo devolvió a la vida después del ataque de King Crimson en Venecia, ya había muerto y solo se sigue moviendo debido a la habilidad de Gold Experience, y que ha aceptado su destino. Al llegar a Roma, el grupo es emboscado nuevamente por Cioccolata y Secco, esta vez desde un helicóptero que esparce el molde de Green Day sobre la ciudad. Secco cae al suelo para atacarlos una vez más. Giorno y Mista disparan a un edificio con balas infundidas con Gold Experience que echan raíces para agarrar y mantener el helicóptero en su lugar. Giorno y Mista trepan por las raíces para perseguir a Cioccolata mientras Bucciarati se prepara para enfrentarse a Secco. |              | |                                               |                   |                           |
| 144 | 31           | «Green Day y Oasis, parte 2» Transcripción: «Gurīn Dei to Oashisu Sono 2» (en japonés: グリーン・ディとオアシス その②)                                                                    | Yasuhiro Kimura                               | Kazuyuki Fudeyasu | 25 de mayo de 2019        |
| Mientras se toma a la ligera las pobres habilidades verbales de Secco, Bucciarati de repente se ve abrumado por los golpes de Secco, quien rebota sus puños desde el suelo para aumentar su velocidad y poder. Giorno y Mista suben al edificio con el helicóptero de Cioccolata, pero cuando Mista dispara a los Sex Pistols adentro, no pueden encontrar a Cioccolata y, en cambio, ellos y Mista resultan heridos. Giorno y No.5 ingresan al helicóptero, pero Cioccolata ha separado quirúrgicamente su cuerpo en pedazos, que pueden seguir vivos gracias al molde de Green Day. Cioccolata ataca a Giorno, tratando de forzarlo hacia abajo y activar el molde. Giorno logra lanzar una de las balas de Mista en la cabeza de Cioccolata y aparentemente cae muerto, pero Giorno sospecha que está fingiendo. Cioccolata se sienta y anuncia que su brazo amputado está listo para matar a Mista. Sin embargo, la bala que Giorno disparó en la cabeza de Cioccolata se transforma en un escarabajo que le muerde el cráneo. Giorno usa Gold Experience para golpear brutalmente a Cioccolata hasta matarlo y enviar su cuerpo volando hacia un camión de basura. Bajo tierra, Secco llama a Cioccolata a su teléfono celular, pero él no contesta. Luego, Secco se da cuenta y escucha un mensaje de voz de Cioccolata que dice que son invencibles y que ama a Secco. Mientras Secco se prepara nuevamente para atacar a Bucciarati, la escena está siendo observada a través de binoculares por un hombre en el Coliseo. |              | |                                               |                   |                           |
| 145 | 32           | «Green Day y Oasis, parte 3» Transcripción: «Gurīn Dei to Oashisu Sono 3» (en japonés: グリーン・ディとオアシス その③)                                                                    | Shinji Nagata                                 | Kazuyuki Fudeyasu | 1 de junio de 2019        |
| Debido a la velocidad superior de su Stand, Secco hiere gravemente a Bucciarati, quien decide huir. Luego, Secco recibe un mensaje de voz final de Cioccolata, quien le informa que el grupo de Bucciarati tiene la intención de encontrarse con alguien en el Coliseo que tiene un plan para vencer al jefe. Se revela que el hombre misterioso es Jean Pierre Polnareff, quién tiene una de las flechas de Stand pero ahora le faltan muchas de sus partes del cuerpo y está confinado a una silla de ruedas. Secco, al enterarse de la muerte de Cioccolata, lo desautoriza y habla con inteligencia, siendo su simple comportamiento anterior un acto. Bucciarati usa Sticky Fingers para escapar bajo tierra hacia el Coliseo, pero Secco lo rastrea usando su oído altamente sensible. Secco obliga a Bucciarati a salir del suelo creando una lluvia de púas de piedra, pero Bucciarati revienta una llanta de automóvil cercana y le revienta los tímpanos. Preso del pánico, Secco agarra a un niño cercano, que casualmente resulta ser Doppio, con la intención de usarlo como rehén para escapar. Sin embargo, Bucciarati usa Sticky Fingers para perforar inofensivamente a Doppio y abrir el cuello de Secco. Luchando por salvarse, Secco tropieza con el camión de basura que contiene el cuerpo de Cioccolata mientras se aleja. |              | |                                               |                   |                           |
| 146 | 33           | «Su Nombre es Diavolo» Transcripción: «Soitsu no Na wa Diaboro» (en japonés: そいつの名はディアボロ)                                                                                      | Hiroyoshi Aoyagi Keīchi Matsuki               | Akira Horiuchi    | 8 de junio de 2019        |
| En lugar de matar a Bucciarati, Diavolo hace que Doppio lo use para averiguar con quién planea reunirse. Doppio ayuda a Bucciarati a cruzar el camino hacia el Coliseo, pero se detiene cuando ve a Mista y se da cuenta de que el equipo de Bucciarati está cerca. Diavolo llama a Doppio y le dice que el cuerpo de Bucciarati está realmente muerto y que, debido a que ahora le fallan la vista y el oído, solo puede sentir las almas dentro de las personas. Diavolo disfraza el alma de Doppio como la de Trish para engañar a Bucciarati. Después de llegar al Coliseo, Doppio y Bucciarati se encuentran con Polnareff, a quien Diavolo reconoce. Años antes, Diavolo había desenterrado seis flechas Stand en Egipto, se quedó con una y vendió el resto a Enya la Anciana. Luego usó el poder de la flecha Stand para construir su organización criminal. Polnareff lo localizó y los dos lucharon, el victorioso Diavolo dejando el cuerpo roto de Polnareff por muerto. De vuelta en el Coliseo, Diavolo toma el control de su cuerpo compartido y el de Doppio, abandona a Bucciarati y se dirige hacia Polnareff. Aunque Polnareff ha creado un método para rastrear el tiempo borrado de King Crimson cortándose a sí mismo y contando el número de gotas de sangre, King Crimson aún gana ventaja, golpeando a Polnareff. Diavolo recupera la flecha, pero no antes de que Polnareff la use para perforar su propio Stand, Silver Chariot, transformándolo en un nuevo Stand que aparece como una figura sombría. |              | |                                               |                   |                           |
| 147 | 34           | «El Réquiem Suena Tranquilamente, parte 1» Transcripción: «Rekuiemu wa Shizuka ni Kanaderareru Sono 1» (en japonés: 鎮魂歌 は静かに奏でられる その①)                                      | Norihito Takahashi                            | Shōgo Yasukawa    | 15 de junio de 2019       |
| La figura sombría toma la flecha de Stand de Diavolo y hace que todos en Roma se duerman. Cuando el equipo de Bucciarati se despierta, descubren con torpeza que han cambiado de cuerpo con los que estaban más cerca de ellos; Giorno intercambiando con Narancia y Mista con Trish. Después del shock inicial, descubren que aún pueden controlar sus propios Stands, aunque no saben quién habita el cuerpo inconsciente de Bucciarati. Mientras tanto, el alma de Polnareff se ha transferido a la tortuga Coco Jumbo. Explica que su antiguo Stand Silver Chariot sostiene la flecha y que se ha convertido en Chariot Requiem, lo que hace que las almas cambien de cuerpo. Él les dice que no puede controlar este Stand y que su única opción para derrotar a Diavolo es recuperar la flecha de Chariot Requiem. También les advierte de Doppio, aunque no está seguro de su relación con Diavolo. En la entrada del Coliseo, el grupo ve a Diavolo encaminarse hacia Chariot Requiem. Sin embargo, después de que invoca a Sticky Fingers para cortar el brazo de Chariot Requiem, se dan cuenta de que Bucciarati está dentro del cuerpo de Diavolo. |              | |                                               |                   |                           |
| 148 | 35           | «El Réquiem Suena Tranquilamente, parte 2» Transcripción: «Rekuiemu wa Shizuka ni Kanaderareru Sono 2» (en japonés: 鎮魂歌 は静かに奏でられる その②)                                      | Yūsuke Kubo                                   | Shinichi Inotsume | 22 de junio de 2019       |
| Los miembros del grupo intentan recuperar la flecha, pero descubren que Chariot Requiem tiene la capacidad de volver sus Stands en su contra. Bucciarati le ordena a Mista que le dispare a su cuerpo aún inconsciente, asumiendo que está poseído por Diavolo. Sin embargo, poco después experimentan un borrado de tiempo durante el cual Diavolo usa King Crimson para empalar el cuerpo de Giorno que contiene a Narancia en barras de hierro rotas. Aunque Giorno puede curar las heridas de su propio cuerpo, no puede salvar a Narancia, que ya murió, y su alma vuelve a entrar en su propio cuerpo. Debido a que Diavolo está activo, Polnareff deduce que tiene dos personalidades y que el alma de Doppio debe estar dentro del cuerpo de Bucciarati mientras que el alma de Diavolo está dentro del de otra persona. Bucciarati sospecha que Diavolo mató a Narancia para eliminar el radar del equipo y acercarse a ellos sin ser detectados. Luego, el grupo persigue a Chariot Requiem; después de alcanzarlo, Bucciarati tropieza con el Stand, que deja caer la flecha y sigue caminando sin ella. Polnareff, que ya no es un usuario de Stand, puede agarrarla sin ser atacado, aunque al hacerlo atrae la atención de Chariot Requiem. Mientras se dirige hacia él, insta a Mista a perforar rápidamente su propio Stand con la flecha antes de que Chariot Requiem pueda recuperarlo. |              | |                                               |                   |                           |
| 149 | 36           | «Diavolo Asciende» Transcripción: «Diaboro Fujō» (en japonés: ディアボロ浮上) | Takahiro Kamei                                | Shinichi Inotsume | 29 de junio de 2019       |
| Doppio muere en el cuerpo acribillado a balazos de Bucciarati sintiéndose solo y abandonado. Mientras tanto, Chariot Requiem corre hacia Polnareff, pero cuando Mista intenta dispararle, su arma se rompe repentinamente. Chariot Requiem recupera la flecha y se marcha; sin embargo, su habilidad adicional surte efecto, mutando los cuerpos de los organismos cercanos. Al inspeccionar el arma rota de Mista y determinar que Diavolo la destruyó durante el tiempo borrado, Giorno deduce que Diavolo debe estar escondido dentro del cuerpo de alguien del grupo y planea tocar a cada uno de ellos con Gold Experience para detectar el alma de Diavolo. Mista se niega, temiendo que Diavolo pueda estar dentro del cuerpo de Giorno, por lo que Bucciarati acepta ir primero. Cuando Giorno se mueve para controlar a Bucciarati, King Crimson aparece repentinamente del cuerpo de Mista y rápidamente corta el brazo de Giorno. Cuando Trish invoca a Spice Girl en represalia, King Crimson agarra su Stand y lo usa para controlar el cuerpo de Mista. Diavolo concluye que Chariot Requiem es efectivamente la sombra de la propia alma, proyectada por una fuente de luz que genera detrás de cada una de sus cabezas. Destruye la fuente de luz detrás de la cabeza de King Crimson, disipando Chariot Requiem y permitiéndole obtener la flecha. Giorno convierte las gotas de su sangre en la mano de King Crimson en una colonia de hormigas que mastican el eje de la flecha para que la punta de la flecha caiga al suelo. Cuando King Crimson intenta recogerla, Trish usa a Spice Girl para derribar la flecha hacia el grupo. King Crimson luego golpea sin piedad a Spice Girl, usando la fuerza para impulsar el cuerpo de Mista y a él mismo hacia la flecha. |              | |                                               |                   |                           |
| 150 | 37           | «Rey de Reyes» Transcripción: «Kingu Obu Kingusu» (en japonés: 王の中の王) | Kyōhei Suzuki                                 | Kazuyuki Fudeyasu | 6 de julio de 2019        |
| Diavolo intenta agarrar la flecha con King Crimson, pero Bucciarati destruye Chariot Requiem, devolviendo las almas de todos a sus respectivos cuerpos. Sin embargo, con su cuerpo ya muerto, el alma de Bucciarati comienza a ascender a los cielos. Antes de partir, agradece a Giorno por hacerlo sentir vivo nuevamente cuando se conocieron y deja la flecha en las manos de Giorno. Diavolo contempla escapar después de ver a Giorno con la flecha, pero cuando Trish revela la intención de huir de su padre, él cambia de opinión, creyendo que tiene derecho a ser rey y que no debería tener motivos para huir. Giorno atraviesa Gold Experience con la flecha, aparentemente dañando Gold Experience; Diavolo se aprovecha de esto y ataca a Giorno para recuperar la flecha, destrozando la cara de Gold Experience. Sin embargo, El ataque de Diavolo no daña a Giorno; en cambio, Gold Experience absorbe la flecha en su cuerpo y muda su piel como un caparazón, revelando su nueva forma como Gold Experience Requiem. Después de usar Epitaph para presenciar una visión de sí mismo derrotando a Giorno, Diavolo usa King Crimson para borrar el tiempo y atacar a Giorno; sin embargo, Gold Experience Requiem usa su poder para anular su ataque, rebobinando el tiempo hasta el punto de activación de King Crimson. Con un Diavolo confundido e incapaz de defenderse, Gold Experience Requiem lo golpea brutalmente. |              | |                                               |                   |                           |
| 151 | 38           | «Gold Experience Requiem» Transcripción: «Gōrudo Ekusuperiensu Rekuiemu» (en japonés: ゴールド・E・レクイエム)                                                                            | Shō Sugawara                                  | Yasuko Kobayashi  | 28 de julio de 2019       |
| Mortalmente herido, Diavolo cae al río. Trish insta a Giorno a buscarlo, pero Giorno afirma que no será necesario. Diavolo intenta meterse en un túnel, pero es apuñalado fatalmente por un vagabundo que está bajo la influencia de las drogas que vende Diavolo. Cuando Diavolo despierta, se encuentra en una mesa de operaciones, incapaz de moverse. Una mujer entra y anuncia que realizará una autopsia. Diavolo intenta llamar la atención de la mujer porque asume que todavía está vivo, pero la mujer lo ignora y le abre el estómago con un bisturí. A pesar de no poder moverse, Diavolo todavía puede sentir el dolor insoportable cuando la mujer le saca el hígado. Cuando la mujer intenta cortarle el brazo, Diavolo muere de nuevo por la conmoción y se despierta en una calle de la ciudad. Cuando Diavolo comienza a darse cuenta de lo que está sucediendo, un perro le ladra, lo sobresalta y lo hace caer a la calle, donde es atropellado y asesinado por un automóvil. Mientras tanto, Giorno les explica a Trish y Mista que el poder de Gold Experience Requiem ha condenado a Diavolo a morir una y otra vez por toda la eternidad. En un flashback antes de que Bucciarati y los demás conozcan a Giorno, un florista se acerca a Bucciarati y le pide que vengue a su hija. Aparentemente se suicidó, pero él cree que fue asesinada por su novio, un escultor llamado Scolippi. De camino a interrogar al escultor, Mista ve unas extrañas piedras redondas. Al conocer al escultor, Mista se da cuenta de que Scolippi es un usuario de Stand después de encontrar otra piedra junto a él esculpida en forma de Bucciarati en el momento de su muerte. |              | |                                               |                   |                           |
| 152 | 39           | «Esclavos Durmientes» Transcripción: «Nemureru Dorei» (en japonés: 眠れる奴隷) | Yasutoshi Iwasaki Hideya Takahashi            | Yasuko Kobayashi  | 28 de julio de 2019       |
| Mista intenta forzar la verdad de Scolippi, quien explica que su Stand Rolling Stones crea piedras con imágenes de personas en el momento de su muerte. Una vez que una persona toca su propia piedra, se le permite optar por aceptar su muerte. Afirma que después de que la hija del florista tocara su piedra, se dio cuenta de que estaba a punto de morir y se suicidó para permitir que sus órganos fueran trasplantados a su padre enfermo y salvarle la vida. Al enterarse de esto, Mista hace todo lo posible para evitar que Bucciarati toque su propia piedra, casi matándose en el proceso. Con la piedra destruida, Mista se contenta con dejar todo el asunto como está y Bucciarati decide investigar el caso de la muerte de Luca. De vuelta al presente, Giorno y los demás se enteran de que, a pesar de que su cuerpo estaba muerto, Polnareff logró mantener su alma unida a la tortuga, por lo que Giorno decide guardar la flecha dentro para su custodia. Mista lleva a los demás de regreso al Coliseo para atender las heridas de Bucciarati, sin darse cuenta de su muerte. Golden Wind termina con Mista abriendo las ventanas de una cámara en la que varios mafiosos están presentes para besar la mano de Giorno, mostrando su respeto hacia el nuevo jefe de Passione. |              | |                                               |                   |                           |